# Juwiring (Cepiring)
Juwiring is een bestuurslaag in het regentschap Kendal van de provincie Midden-Java, Indonesië. Juwiring telt 3143 inwoners (volkstelling 2010).